# Princess Mary Lake
Princess Mary Lake är en sjö i Kanada.   Den ligger i territoriet Nunavut, i den centrala delen av landet, 2 500 km nordväst om huvudstaden Ottawa. Princess Mary Lake ligger 115 meter över havet. Arean är 494 kvadratkilometer. Den sträcker sig 40,7 kilometer i nord-sydlig riktning, och 42,3 kilometer i öst-västlig riktning.
Trakten runt Princess Mary Lake är nära nog obefolkad, med mindre än två invånare per kvadratkilometer.